# Ted Arcidi
Theodore « Ted » Arcidi est un catcheur américain.

## Biographie
Sa mère était infirmière, il fait partie d'une famille de sept enfants et est né à Buffalo (New York). En 1985, il participe à un concours de culturisme à Honolulu où il soulève un haltère au développé couché de 302,5 kg, battant le record du monde. Son rival était Anthony Clark.
Vince McMahon l'engage à la WWF en 1985. Ses concurrents sont Tony Atlas et Hercules Hernandez à WrestleMania 2 durant la "Battle Royal". En 1986, il bat contre Big John Studd au Boston Garden.